# Alessia Stivaletta
Alessia Stivaletta (Vasto, 23 luglio 1997) è una calciatrice italiana, attaccante del Chieti.

## Carriera
Alessia Stivaletta si appassiona al gioco del calcio fin da piccola, tesserandosi con il Bacigalupo e giocando nelle formazioni giovanili miste fino al raggiungimento della massima età prevista dal regolamento federale.
Compiuti i 14 anni si trasferisce quindi ad una squadra interamente femminile, l'Atletico Ortona, affrontando la stagione 2011-2012 in Serie C regionale. Impiegata sia nel ruolo di centrocampista offensivo che in quello di ala, alla sua seconda stagione in maglia gialloverde contribuisce alla conquista del primo posto in classifica e alla promozione della squadra in Serie A2.
Durante il calciomercato estivo 2013 sottoscrive un contratto con il Chieti, per giocare nel girone D della Serie B dalla stagione entrante. Dopo due campionati, al termine del stagione 2015-2016 festeggia con le compagne la storica promozione in Serie A. Rimane con la società neroverde fino al termine della stagione Associazione Sportiva Dilettantistica Calcio Femminile Chieti 2016-2017 che vede il Chieti retrocedere in cadetteria, decidendo di congedarsi con un tabellino personale di 25 reti segnate su 74 incontri.
Nell'estate 2017 formalizza il suo trasferimento a La Saponeria, società con sede a Pescara, per giocare il campionato di Serie B 2017-2018.

## Palmarès
- Campionato italiano di Serie B: 1

Chieti: 2015-2016
- Campionato italiano di Serie C: 1

Atletico Ortona: 2012-2013